# Robin Cook
För artisten Robin Cook, se Jonas Ekfeldt.
Robert Finlayson Cook, född 28 februari 1946 i Bellshill utanför Glasgow, död 6 augusti 2005 i Inverness (efter att ha kollapsat vid berget Ben Stack i nordvästra Highland), var en brittisk politiker inom Labour Party. Han var utrikesminister 1997–2001 och därefter majoritetsledare i House of Commons fram till 2003 då han avgick i protest mot Irakkriget.

## Biografi
Sedan 1983 var han parlamentsledamot för valkretsen Livingston. Dessförinnan representerade han Edinburgh Central från 1974. 
Robin Cook var Storbritanniens utrikesminister från 1997 till 2001. Efter valet 2001 blev han ledare för labourpartiets parlamentsgrupp i underhuset (Leader of the House of Commons) och Lord President of the Council. Han avgick från dessa poster den 17 mars 2003 i protest mot Tony Blairs Irak-krig. Inte ens efter bombattentaten i London, den 7 juli 2005, ändrade han sin kritiska inställning till premiärministerns "krig mot terrorismen" - för som han skrev i The Guardian dagen därpå:
”bin Ladin var resultatet av en enorm felbedömning från de västerländska säkerhetstjänsternas sida. Under hela 80-talet beväpnades han av CIA och finansierades av saudierna för att bedriva jihad mot den ryska ockupationen av Afghanistan. Al-Qaida, som bokstavligen betyder 'basen eller fundamentet', var från början en datafil över de tusentals mujahediner som rekryterades och tränades av CIA för att besegra ryssarna. Oförklarligt nog, och med katastrofala följder, verkar det aldrig ha fallit Washington in att bin Ladins organisation skulle börja intressera sig för väst så fort Ryssland var ur vägen.”